# 熊本県道304号一勝地神瀬線
熊本県道304号一勝地神瀬線（くまもとけんどう304ごう いっしょうちこうのせせん）は、熊本県球磨郡球磨村から葦北郡芦北町を経由し、再び球磨郡球磨村に至る一般県道である。

## 概要

### 路線データ
- 起点：熊本県球磨郡球磨村大字一勝地（熊本県道・鹿児島県道15号人吉水俣線交点）
- 終点：熊本県球磨郡球磨村大字神瀬（国道219号交点、熊本県道272号球磨田浦線起点）

## 路線状況

### 重複区間
- 熊本県道272号球磨田浦線（葦北郡芦北町大字白石 - 球磨郡球磨村大字神瀬（終点））

### 道路施設

#### トンネル
- 清正公岩トンネル：延長304 m、1993年（平成5年）竣工、葦北郡芦北町

## 地理

### 通過する自治体
- 球磨郡球磨村
- 葦北郡芦北町
- 球磨郡球磨村

### 交差する道路
| 交差する道路                                   | 市町村名 | 市町村名 | 交差する場所 | 交差する場所 |
| ---------------------------------------------- | -------- | -------- | ------------ | ------------ |
| 熊本県道・鹿児島県道15号人吉水俣線             | 球磨郡   | 球磨村   | 大字一勝地   | 起点         |
| 熊本県道331号古石天月線                        | 球磨郡   | 球磨村   | 大字告       |              |
| 熊本県道27号芦北球磨線                         | 葦北郡   | 芦北町   | 大字天月     | [ 注釈 1 ]   |
| 熊本県道272号球磨田浦線 重複区間起点           | 葦北郡   | 芦北町   | 大字白石     |              |
| 国道219号 熊本県道272号球磨田浦線 重複区間終点 | 球磨郡   | 球磨村   | 大字神瀬     | 起点         |

### 交差する鉄道
- 肥薩線

### 沿線
- 球磨川
- JR九州肥薩線
  - 一勝地駅 - 球泉洞駅 - 白石駅
- 球泉洞
- 球磨村役場